# Tom Söderman
Tom Christian Leander Söderman, född den 3 april 1936 i Helsingfors, död den 14 april 2015 i Helsingfors, var en finländsk journalist och diplomat.
Söderman arbetade under åren 1956–1959 och 1960–1961 som journalist vid Finska Notisbyrån och var under åren 1961–1963 programdirektör vid Rundradion. Söderman gick därefter över till diplomatbanan och var under åren 1963-–1967 biträdande och 1971–1975 ansvarig pressattaché i Stockholm, samt 1975–1977 pressråd där och 1977–1984 i London. På sin post i den svenska huvudstaden arbetade han för att skapa en opinion som stödde finländsk utrikespolitik under kalla kriget. Söderman var 1985–1988 chef för utrikesministeriets press- och kulturcenter och 1988–1993 generalkonsul i Göteborg, samt 1993–2000 ambassadör i Reykjavik. Han skrev tillsammans med journalisten Camilla Lindberg boken Röster från Rosala (2007). Söderman var kusin med Jacob Söderman.